# اکالاساندرا
اکالاساندرا (به انگلیسی: Akkalasandra) یک منطقهٔ مسکونی در هند است که در کارناتاکا واقع شده‌است.